# اسکیت هاکی

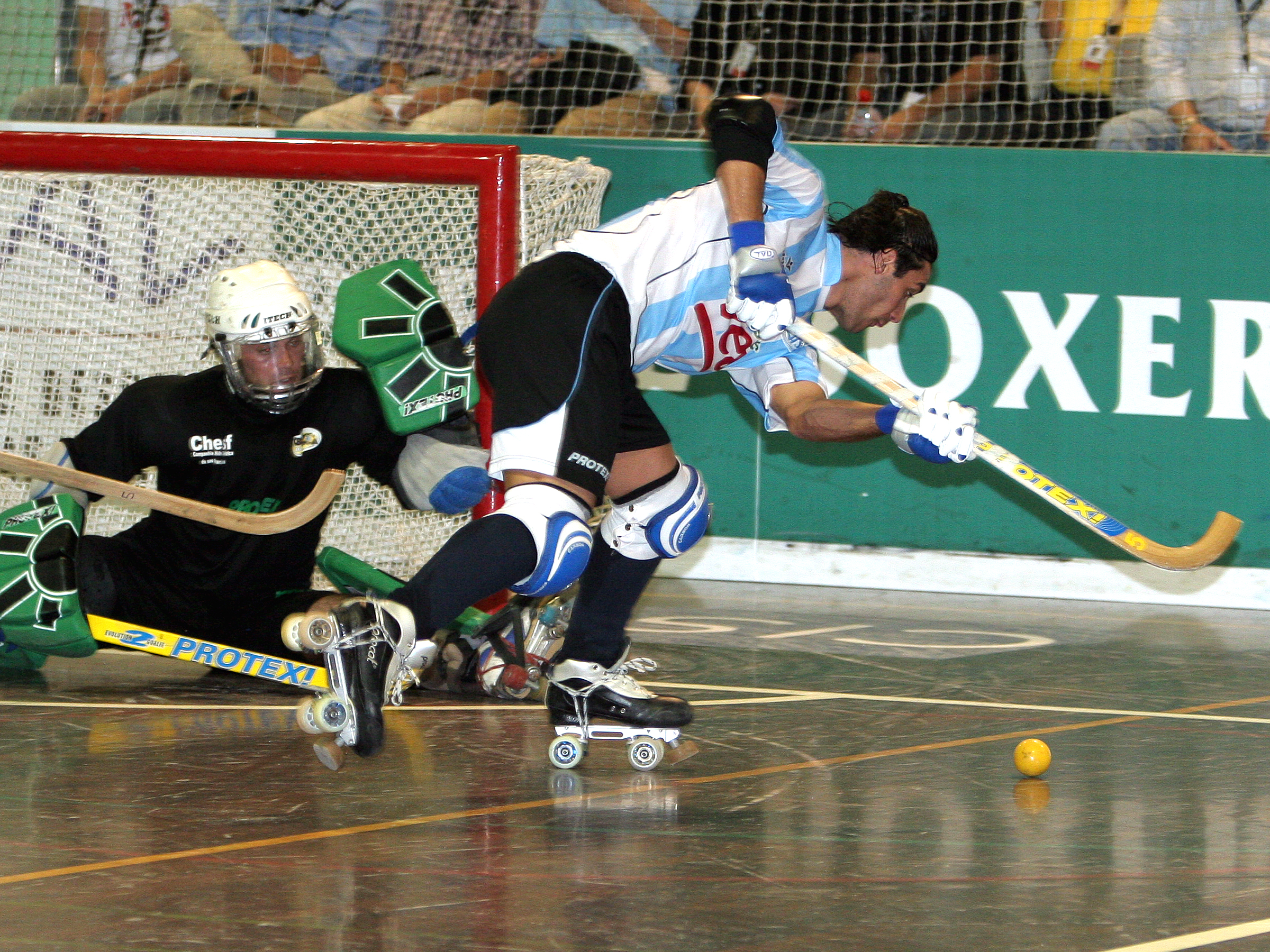
تلاش بازیکن آرژانتینی برای بازکردن دروازهٔ تیم حریف (جام جهانی اسکیت هاکی، ۲۰۰۷).

رولر هاکی (به انگلیسی: Roller hockey) یا اسکیت هاکی نوعی هاکی است که روی سطح خشک با استفاده از اسکیت‌های چرخ‌دار بازی می‌شود. اصطلاح «رولر هاکی» یا «هاکی غلطکی» اغلب به صورت تبادل‌پذیری مورد استفاده قرار می‌گیرد تا به سه شکل مختلف که عمدتاً با تجهیزات مورد استفاده متمایز می‌شوند، استفاده شود: «رولر هاکی سنتی» (هاکی با چرخ)، بازی با اسکیت‌های چهار چرخه و یک توپ گرد (بدون تماس)، «اینلاین هاکی»، با اسکیت‌های اینلاین و توپ هاکی (پاک هاکی) (بدون تماس) و «اسکیت هاکی»، با اسکیت‌های چهار چرخ یا اسکیت‌های اینلاین و توپ پلاستیکی (با تماسی مانند هاکی روی یخ) بازی کرد. بیشتر بازی‌های حرفه‌ای هاکی اینلاین در یک زمین ورزشی سرپوشیده یا در فضای باز برگزار می‌شود (نوعی از کاشی‌های پلاستیکی به‌هم پیوسته که برای ایجاد یک سطح اسکیت استفاده می‌شود). در غیر این صورت، می‌توان از هر سطح خشک برای میزبانی یک بازی، مانند سطح سنگ‌فرش یا سیمانی استفاده کرد. رولر هاکی در تقریباً ۶۰ کشور اجرا می‌شود.

## انواع مختلف
رولر هاکی در هر دو حالت با کفش‌های چهار چرخ با اینلاین بازی می‌شود، قوانین و تجهیزات مختلفی دارد و انواع مختلفی از اسکیت بازی را در بر می‌گیرد اما همه آن‌ها دسته و نام رولر هاکی را به اشتراک می‌گذارند. رولر هاکی با استفاده از اسکیت کفش چهار چرخ سنتی بازی می‌شود، مانور قدرت بیشتری را به بازیکن می‌دهد - این امر باعث می‌شود بازی‌هایی مملو از کفش‌های فانتزی، مانور محکم و بیشتر شبیه فوتبال یا بسکتبال باشد. چوب آن کمابیش مشابه چوب بازی باندی وشینتی است. اینلاین رولر هاکی تقریباً شبیه به هاکی روی یخ است و با اسکیت‌های اینلاین بازی می‌شود، از چوب‌های هاکی روی یخ استفاده می‌کند و بسیاری از اقدامات سریع «مسابقه عقب و جلو» را شامل می‌شود. دروازه‌بان اینلاین هاکی از یک دستکش به نام گیرنده برای گرفتن شوت‌های با هدف گل زدن استفاده می‌کند، و یک میت مسطح، معمولاً مربعی به نام بلاک کننده است که برای خنثی کردن شوت‌ها روی دروازه استفاده می‌شود. دروازه‌بان هاکی با اکیت چهار چرخ از یک دستکش مسطح استفاده می‌کند که در هنگام بلاک کردن یک شوت از روی دروازه، ویژگی‌های برگشتی یا ریباند را فراهم می‌کند.

### رینک هاکی یا هاکی با چرخ
رینک هاکی یا هاکی با چرخ نوعی از رولر هاکی است. رینک هاکی در اصل یک نام فراگیر برای ورزش‌های رولر است که مدت‌ها قبل از اختراع کفش‌های اسکیت اینلاین در دهه ۱۹۷۰ وجود داشته‌است. رینک هاکی که با اسکیت چهار چرخ انجام می‌شود در شصت کشور بازی می‌شده‌است و به همین ترتیب نام‌های زیادی در سراسر جهان دارد. بعضی اوقات بسته به این‌که در کدام منطقه از جهان بازی شود، این ورزش با نام‌های هاکی با چرخ، بال هاکی به سبک بین‌المللی، رولر هاکی و هاکی هاردبال گفته می‌شود. رولر هاکی در المپیک تابستانی ۱۹۹۲ در بارسلون به‌صورت نمایشی حضور داشت. از سال ۲۰۱۷، مسابقات جهانی هر دو سال یک بار در مسابقات جهانی رولر توسط فدراسیون جهانی اسکیت برگزار می‌شود. در انگلستان، ۹ تیم در حال حاضر در لیگ برتر رولر هاکی بازی می‌کنند که تحت مدیریت فدراسیون اسکیت انگلیس (NRHA) است.

### اینلاین هاکی
اینلاین هاکی نوعی رولر هاکی است که بسیار شبیه به هاکی روی یخ است که از آن مشتق شده‌است. به بسیاری از نام‌های مختلف در سراسر جهان از جمله بال هاکی، اینلاین هاکی، رولر هاکی، هاکی با چوب بلند، هاکی روی عرشه، هاکی جاده‌ای، هاکی خیابانی و اسکیت هاکی بسته به این‌که در کدام منطقه از جهان در آن بازی می‌شود، اشاره شده‌است.
مانند هاکی روی یخ، اینلاین هاکی یک ورزش تماسی محسوب می‌شود، با این وجود برخورد بدن ممنوع است. در کار تیمی شبیه هاکی روی یخ است، مهارت و پرخاشگری لازم است. به غیر از کفش اسکیت و بعضی قوانین، تجهیزات هاکی اینلاین هاکی شبیه به هاکی روی یخ است.
این بازی توسط دو تیم متشکل از چهار اسکیت‌باز و یک دروازه‌بان در یک زمین که به دو نیمه تقسیم شده و یک خط مرکزی و یک طور دوازه در انتهای هر دوطرف زمین، انجام می‌شود. هنگامی که به صورت غیررسمی بازی می‌شود، بازی اغلب در سطح آسفالت صاف در فضای بیرون برگزار می‌شود. بازی در سه دوره ۱۵ دقیقه‌ای انجام می‌شود یا اگر از استاندارد بالاتری برخوردار باشد، در سه دوره ۲۰ دقیقه به علاوه زمان وقفه ۱۰ تا ۱۵ دقیقه‌ای بازی می‌شود. قوانین بازی اینلاین هاکی با هاکی روی یخ متفاوت است: یخ وجود ندارد و به جای ۵ بازیکن ۴ بازیکن دارد. این بازی دارای گل طلائی است یعنی اگر دو تیم مساوی باشند در انتهای بازی، یک زمان ۵ دقیقه در نظر گرفته می‌شود و هر تیمی که اولین امتیاز را کسب کند برنده می‌شود.
به‌طور کلی، فقط در اینلاین هاکی که در سطح رقابت رسمی برگزار می‌شود قوانین رسمی رعایت می‌‌شود. لیگ‌های هاکی تفریحی ممکن است برخی از اصول و قوانین را متناسب با الزامات محلی (اندازه زمین، طول دوره و مجازات) تغییر دهد. اینلاین هاکی یک ورزش در حال رشد است و تیم‌هایی از سراسر کشور جمع می‌شوند. این واقعیت که می‌توان آن را در هر سطح خشک بازی کرد به معنای بازی در تقریباً هر مرکز تفریحی است.

## مسابقات
بیشتر تیم‌های رقابتی هاکی جوانان در مسابقات شرکت می‌کنند. مسابقات بسته به موقعیت مکانی متفاوت است، اما معمولاً از یک سیستم براکت معمولی استفاده می‌شود.
فدراسیون جهانی اسکیت یک انجمن بین‌المللی است که بزرگ‌ترین مسابقات جهانی رولر هاکی (که بخشی از بازی‌های جهانی رولر است) را برگزار می‌کند. بیش از بیست تیم ملی در این رویدادها شرکت می‌کنند.

## برندهای تولیدکنندهٔ تجهیزات رولر هاکی
بسیاری از همان برندهایی که تجهیزات هاکی روی یخ را می‌سازند، اسکیت‌های رولرهاکی را نیز می‌سازند از جمله Bauer , Easton , Mission , Tron و بسیاری دیگر. همچنین برخی از مارک‌های تجاری که به‌طور اختصاصی اسکیت رولر هاکی می‌سازند مانند ال لئون دو اورو (اسپانیا)، تور، آلکالی، Revision و Mission هستند (اما آن‌ها برخی از تجهیزات هاکی روی یخ را نیز می‌سازند). از دیگر برندهای رولر هاکی می‌توان به Reno , TVD , Meneghini, Proskate و Azemad اشاره کرد.

## رولر هاکی سنتی و اینلاین هاکی در ایران
رولر هاکی در سال ۱۳۷۰ شروع به فعالیت کرد و در سال ۱۳۷۵ به دلیل وجود نداشتن تجهیزات رولر هاکی و وارد شدن تجهیزات اینلاین هاکی این رشته جای خود را به اینلاین هاکی داد.
اینلاین هاکی از سال ۱۳۷۴ فعالیت خود را در پارک ملت تهران شروع کرد و از سال ۱۳۸۳ وقتی زیر نظر فدراسیون همگانی بود پا به مسابقات آسیایی گذاشت و تیم اینلاین هاکی از سال ۱۳۸۳ تا کنون توانست دو مقام سومی، یک مقام دومی و قهرمانی آسیا را در سال ۱۳۹۷ به‌دست بیاورد.